# Ендоморфизам
Ендоморфизам у алгебри је хомоморфизам једне алгебарске структуре на њу саму. На пример, уколико је M алгебарска структура, и f:M → M хомоморфизам, онда је f и ендоморфизам.